# Deutsche Schwimmmeisterschaften 1905
Die 22. Deutschen Meisterschaften im Schwimmen fanden am 13. und 14. August 1905 am Kochsee in Charlottenburg, heute ein Ortsteil von Berlin, statt. Es wurde eine Strecke von 100 m sowie 1500 m geschwommen und der Mehrkampf ausgetragen, welche aus Tauchen, Springen und 100 m Schwimmen bestand. Zudem fanden Vorläufe (ohne Meisterschaft) in 200 m Rücken, 400 m Brust, 300 m Seite und 3 × 200 m Freistil der Männer statt. Die Staffelsieger erhielten einen „Weltausstellungspreis“.
| Disziplin       | Name           | Verein          | Zeit        | Punkte |
| --------------- | -------------- | --------------- | ----------- | ------ |
| 100 m Freistil  | Emil Rausch    | Poseidon Berlin | 1:17,6 min  | –      |
| 1500 m Freistil | Emil Rausch    | Poseidon Berlin | 25:26,0 min | –      |
| Mehrkampf       | Georg Hoffmann | Poseidon Berlin | –           | 39,20  |